# Mukul Dev
Mukul Dev (Nueva Delhi el 30 de noviembre de 1970-23 de mayo de 2025) fue un actor indio conocido por las películas de Hindi históricas, series de televisión y álbumes de música. Él recibió el séptimo premio Amrish Puri por la excelencia en calidad de su papel histórico en Yamla Pagla Deewana. Ha actuado en las películas del sudeste de la India.
También era un piloto entrenado.

## Vida personal
Dev es el hijo del ex comisario de policía de Delhi y ha nacido en una familia Khatri Punjabi. Él es hermano del actor y modelo Rahul Dev. Asistió a la Escuela St. Columba, Delhi.

## Carrera
Mukul Dev hizo su debut como actor en la televisión a través de la serie Mumkin jugando el papel de Vijay Pandey en 1996. Él consiguió su rotura en el cine a través de Dastak como ACP Rohit Malhotra en el mismo año que también introdujo a la coronada Miss Universo, Sushmita Sen.

## Filmografía
| Year | Título                               | Papel                      | Lenguaje      | Notas                          |
| ---- | ------------------------------------ | -------------------------- | ------------- | ------------------------------ |
| 2012 | Son Of Sardaar                       |                            | Hindi         |                                |
| 2012 | Awara                                |                            | Bengalí       |                                |
| 2012 | Chaar Din Ki Chandni                 | Udaybhan                   | Hindi         |                                |
| 2011 | Bejawada                             | Vijay Krishna              | Telugu        |                                |
| 2011 | Money Money, More Money              | Abbas                      | Telugu        |                                |
| 2011 | Yamla Pagla Deewana                  | Gurmeet 'Billa' Singh Brar | Hindi         |                                |
| 2010 | Kedi                                 |                            | Telugu        |                                |
| 2010 | Adhurs                               |                            | Telugu        |                                |
| 2009 | Ek Niranjan                          | Kailash                    | Telugu        |                                |
| 2009 | Sidham                               |                            | Telugu        |                                |
| 2008 | Kabhi Kabhii Pyaar Kabhi Kabhii Yaar |                            | Hindi         | Dance competition, Winner Team |
| 2008 | De Taali                             | Sunil                      | Hindi         |                                |
| 2008 | Krishna                              | Jakka                      | Telugu        |                                |
| 2007 | Just Married                         | Shoib Mirza                | Hindi         |                                |
| 2006 | Chor Mandli                          | Hero                       | Hindi         |                                |
| 2005 | Ek Khiladi Ek Haseena                | Bhatia                     | Hindi         |                                |
| 2004 | K. Street Pali Hill                  | Arindum Keshab             | Hindi         | TV series                      |
| 2003 | Hawayein                             |                            | Punjabi/Hindi |                                |
| 2001 | Ittefaq                              | Vikram Singh               | Hindi         |                                |
| 2001 | Mujhe Meri Biwi Se Bachaao           | Monty                      | Hindi         |                                |
| 2001 | Guru Mahaaguru                       | Ajay                       | Hindi         |                                |
| 1999 | Kohram                               | Monty                      | Hindi         |                                |
| 1998 | Wajood                               | Nihal Joshi                | Hindi         |                                |
| 1998 | Iski Topi Uske Sarr                  | Raj                        | Hindi         |                                |
| 1998 | Qila                                 | Amar A. Singh              | Hindi         |                                |
| 1998 | Mere Do Anmol Ratan                  | Surinder (Suren)           | Hindi         |                                |
| 1996 | Dastak                               | ACP Rohit Malhotra         | Hindi         |                                |
| 1996 | Mumkin                               | Vijay Pandey               | Hindi         | TV series                      |